# Freccia Vallone 2018
La Freccia Vallone 2018, ottantaduesima edizione della corsa, valevole come diciassettesima prova dell'UCI World Tour 2018 categoria 1.UWT, si svolse il 18 aprile 2018 per un percorso di 198,5 km, con partenza da Seraing ed arrivo a Huy, in Belgio. La vittoria fu appannaggio del francese Julian Alaphilippe, che completò il percorso in 4h53'37" alla media di 40,563 km/h, precedendo lo spagnolo Alejandro Valverde, detentore del titolo e cinque volte vincitore della corsa, e il belga Jelle Vanendert. 
Al traguardo di Huy furono 107 i ciclisti, dei 175 partiti da Seraing, che portarono a termine la competizione.

## Squadre e corridori partecipanti
| N.      | Cod. | Squadra                        |
| ------- | ---- | ------------------------------ |
| 1-7     | MOV  | Movistar Team                  |
| 11-17   | UAD  | UAE Team Emirates              |
| 21-27   | BMC  | BMC Racing Team                |
| 31-37   | SKY  | Team Sky                       |
| 41-47   | MTS  | Mitchelton-Scott               |
| 51-57   | FST  | Team Fortuneo-Samsic           |
| 61-67   | GFC  | Groupama-FDJ                   |
| 71-77   | EFD  | Team EF Education First-Drapac |
| 81-87   | TBM  | Bahrain-Merida                 |
| 91-97   | ALM  | AG2R La Mondiale               |
| 101-107 | TLJ  | Team Lotto NL-Jumbo            |
| 111-117 | BOH  | Bora-Hansgrohe                 |
| 121-127 | LTS  | Lotto Soudal                   |

| N.      | Cod. | Squadra                      |
| ------- | ---- | ---------------------------- |
| 131-137 | AST  | Astana Pro Team              |
| 141-147 | TKA  | Team Katusha Alpecin         |
| 151-157 | DDD  | Team Dimension Data          |
| 161-167 | SUN  | Team Sunweb                  |
| 171-177 | TFS  | Trek-Segafredo               |
| 181-187 | QST  | Quick-Step Floors            |
| 191-197 | WGG  | Wanty-Groupe Gobert          |
| 201-207 | SVB  | Sport Vlaanderen-Baloise     |
| 211-217 | COF  | Cofidis, Solutions Crédits   |
| 221-227 | WVA  | WB Aqua Protect Veranclassic |
| 231-237 | DMP  | Delko Marseille Provence KTM |
| 241-247 | VCC  | Vital Concept Cycling Club   |

## Ordine d'arrivo (Top 10)
| Pos. | Corridore          | Squadra    | Tempo    |
| ---- | ------------------ | ---------- | -------- |
| 1    | Julian Alaphilippe | Quick-Step | 4h53'37" |
| 2    | Alejandro Valverde | Movistar   | a 4"     |
| 3    | Jelle Vanendert    | Lotto      | a 6"     |
| 4    | Roman Kreuziger    | Mitchelton | s.t.     |
| 5    | Michael Matthews   | Sunweb     | s.t.     |
| 6    | Bauke Mollema      | Trek       | s.t.     |
| 7    | Tim Wellens        | Lotto      | s.t.     |
| 8    | Max. Schachmann    | Quick-Step | s.t.     |
| 9    | Romain Bardet      | AG2R       | s.t.     |
| 10   | Patrick Konrad     | Bora       | a 12"    |